# Colombi Hotel

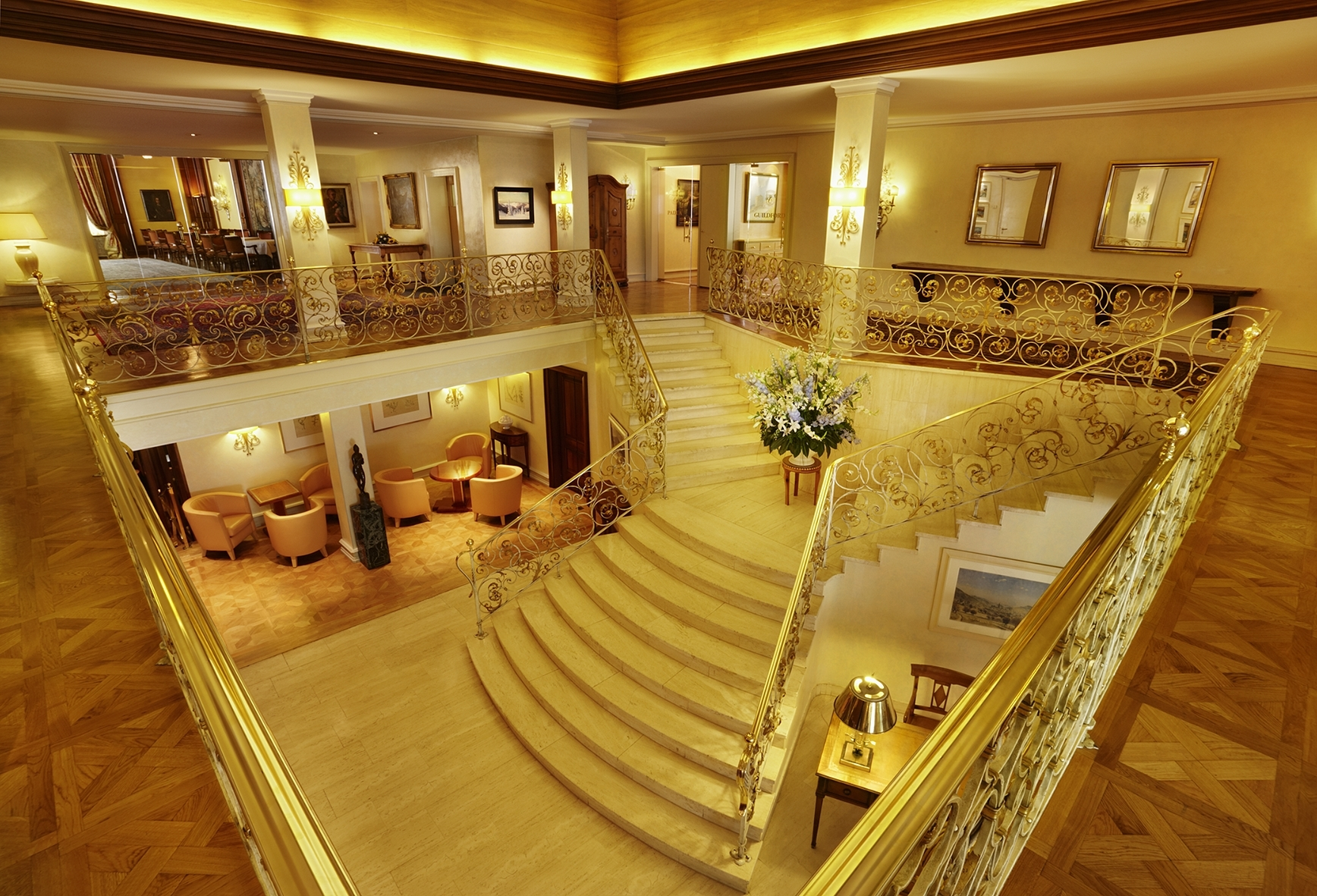
Freitreppe im Colombi Hotel

Das Colombi Hotel in Freiburg im Breisgau ist ein inhabergeführtes Stadthotel der Luxusklasse.
Seit 1995 gehört es zu der Allianz The Leading Hotels of the World. Das angeschlossene Gourmet-Restaurant Zirbelstube wurde von 1982 bis 2019 jährlich mit einem Michelin-Stern ausgezeichnet.
Das Hotel befindet sich in der Innenstadt von Freiburg. Es ist am Rotteckring gegenüber dem Colombipark und seinem Colombischlössle gelegen, von dem es auch seinen Namen erhielt.

## Geschichte
Das Hotel wurde im Juni 1957 eröffnet. Seit 1978 betreibt Roland Burtsche das Hotel. In den folgenden Jahren bis heute wurde das Hotel mehrfach umgebaut. 1995 wurde das Hotel um die Residenz erweitert, welche über einen Glassteg im ersten Obergeschoss erreicht wird. Seit 2012 nutzt das Hotel zusätzlich zu seinem Bankettbereich das Gebäude der ehemaligen Klostermühle in Ehrenkirchen für Veranstaltungen.
Von 1981 bis 2014 war Alfred Klink Küchenchef des Gourmetrestaurants. Seit August 2019 ist Harald Derfuß Küchendirektor.

## Ausstattung
Das Hotel hat 112 Zimmer inklusive sieben Suiten, 16 Apartments und 40 Junior-Suiten. Das Restaurant besteht aus den drei Stuben Zirbelstube (Gourmetrestaurant), Falkenstube und Hans-Thoma-Stube. Daneben gibt es fünf Banketträume, einen Frühstücksraum, das Café Graf Anton, die Pianobar (Davidoff Smokers’ Lounge), einen Weinkeller sowie einen Spa- und Wellnessbereich.

### Hans-Thoma-Stube
Ursprünglich war die Hans-Thoma-Stube in einem Bauernhaus von 1776 eingebaut und wurde im Colombi Hotel später integriert. Sie erinnert an den Schwarzwald-Maler Hans Thoma. Die Holzstühle wurden von Hans Thoma mit typischen Schwarzwälder Motiven entworfen. Auch zwei Originalbilder befinden sich in der Stube: ein Bild seiner Mutter sowie ein Selbstporträt.

### Weinkeller
Das Hotel ist auf historischem Grund erbaut, auf dem die alte Stadtmauer verlief und in dessen Nähe sich eines der Freiburger Stadttore befand. Eine Wandseite des unterirdischen Weinkellers unter der Empfangshalle besteht noch heute aus der alten Stadtmauer.

## Unternehmen
Das Hotel hat 170 Mitarbeiter, davon sind etwa 30 Auszubildende. Das Haus ist vom Wirtschaftsclub Rhein-Main und der Bundesagentur für Arbeit bei der Verleihung des 10. Deutschen Arbeitsplatzinvestor-Preises im Jahre 2007 mit dem Preis in der Kategorie Ausbildungsplätze für die Nachwuchsausbildung ausgezeichnet worden.

## Auszeichnungen

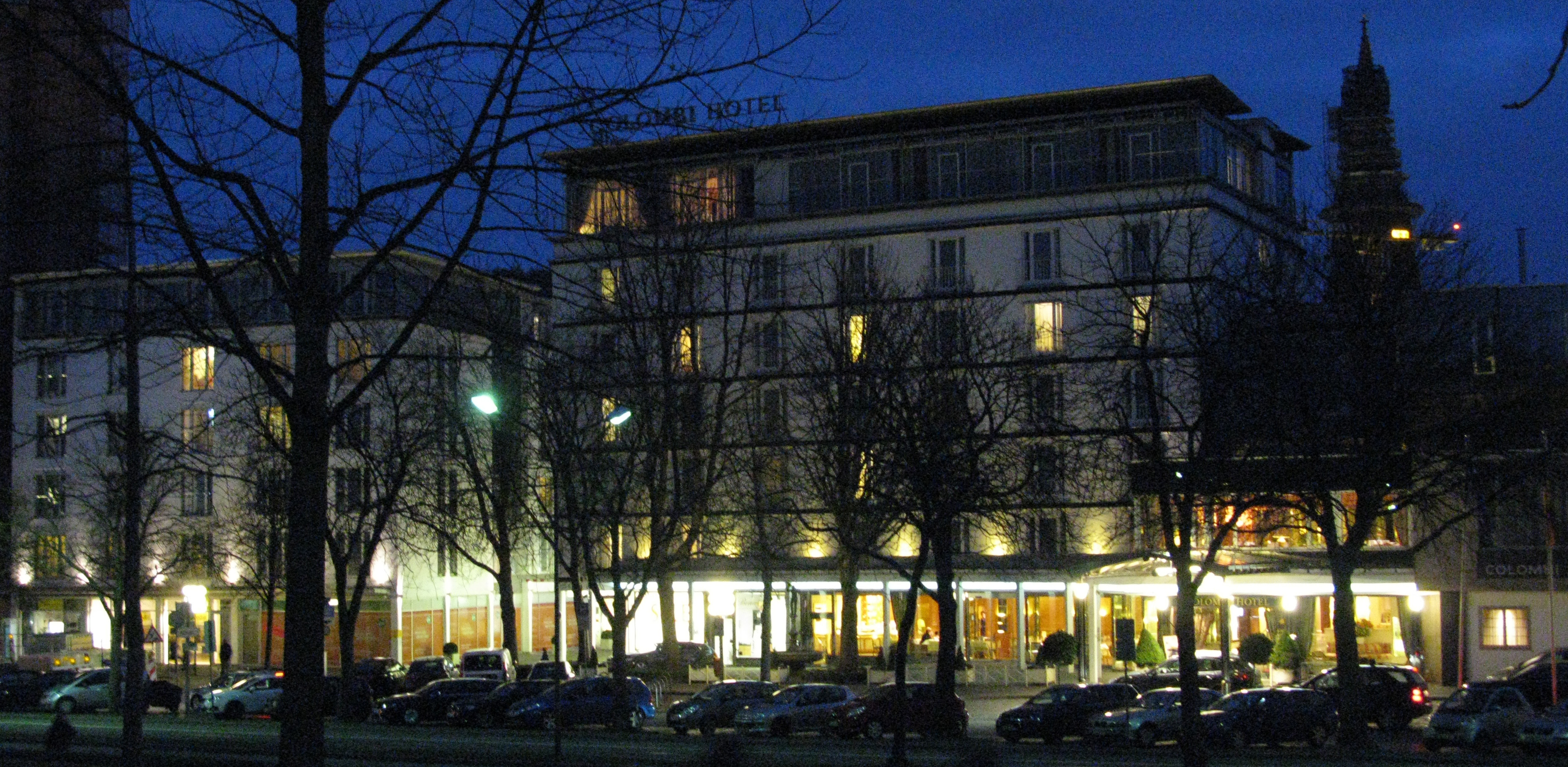
Das Hotel vom Colombipark

- Roland Burtsche ist Träger der Brillat Savarin-Plakette
- Hotel des Jahres 2000 (Schlummer Atlas)
- Hotelier des Jahres 2008 (Gault-Millau)
- Platz 3 bestes Stadthotel Deutschlands 1990 (Der Feinschmecker)

Restaurant Zirbelstube:
- 1 Stern im Guide Michelin 1982–2019[1] und 2023[3]
- 17 Punkte im Gault-Millau

## Flecklehäs-Brunnen

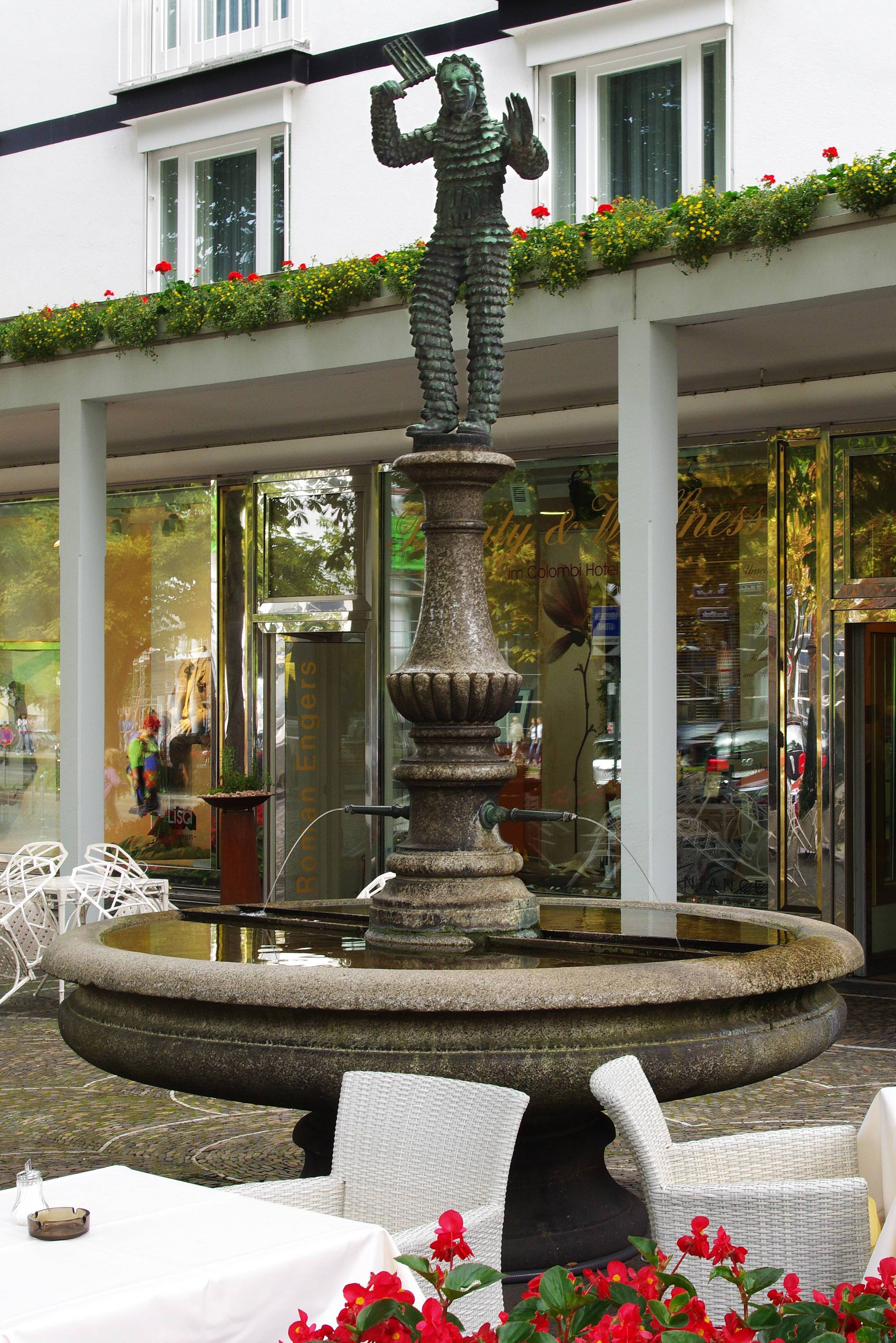
Flecklehäs-Brunnen

Auf der Terrasse des Colombi Hotels befindet sich ein Brunnen, dessen Schale und Säule aus dem Jahr 1884 stammen und damals einen Brunnen vor dem ehemaligen Predigertor ersetzten. Als am 7. Dezember 1885 der spätere Großherzog Friedrich II. die Stadt besuchte, floss aus den beiden Brunnenrohren Wein, der der Festgesellschaft gereicht wurde. Auf dem dann als Weinbrunnen bezeichnete Brunnen steht seit 1961 eine bronzene Figur im Häs der Narrenzunft Freiburger Fasnetrufer. Der Entwurf stammt vom Holzbildhauer Franz Spiegelhalter (1899–1988).

## Filme
In der George-Roy-Hill-Verfilmung „Die Libelle“ aus dem Jahr 1984 war das Colombi Hotel einer der Drehorte des Films. Im Jahr 2011 war Heinz Hoenig im ZDF-Fernsehfilm „Mach mich glücklich“ in einigen Szenen im Colombi Hotel zu sehen.